# Bulbul d'orelles blanques
El bulbul d'orelles blanques (Pycnonotus leucotis) és una espècie d'ocell de la família dels picnonòtids (Pycnonotidae). Es troba a Afganistan, l'Índia, Iran, Iraq, Kuwait, Pakistan i Aràbia Saudita. Els seus hàbitats principals són la sabana seca, els matollars secs tropicals i subtropicals, els deserts, les zones riberenques, les zones humides, els manglars, les terres llaurades, les plantacions i els jardins rurals. El seu estat de conservació es considera de risc mínim.